# Paterwa (Saptari)
Paterwa (nep. पटेर्वा) – gaun wikas samiti we wschodniej części Nepalu w strefie Sagarmatha w dystrykcie Saptari. Według nepalskiego spisu powszechnego z 2001 roku liczył on 658 gospodarstw domowych i 3854 mieszkańców (1918 kobiet i 1936 mężczyzn).